# 従千住花街眺望ノ不二
「従千住花街眺望ノ不二」（せんじゅはなまちよりちょうぼうのふじ）は、葛飾北斎の名所浮世絵揃物『冨嶽三十六景』全46図中の1図。落款は「前北斎為一筆」とある。

## 概要
本作品は日光街道と奥州街道の最初の宿場町である千住宿にあった花街からの富士山の眺望を描いており、現代の東京都足立区千住近辺にあたる。しかしながら作品中に登場する花街と思われる塀で囲まれた場所はその形態から新吉原と酷似しており、その位置関係と、大名行列が画面手前を横切っている点より、千住大橋の南側、日光街道の小塚原縄手からの景観ではないかとする推察もある。
江戸での任期を終えて国元へ帰る途上と思われる大名行列は統率なく歩いており、幾人かの武士は未練がましく花街の方向に視線を送っている。後ろに続く人々が手に抱えている猩猩緋の布は鉄砲と思われ、さらにその後ろには茅葺屋根越しに槍を持った人々が続いているのが判る。画面右端には「千客万来」と書かれた茶屋の中で休憩する庶民が描かれており、画面中央にはあぜ道に腰掛けて足を投げ出す町民の姿があり、どちらも興味深そうに行列を眺めている。周囲に広がっている田園は稲刈りが終わっており、初冬の景色を描いたものと思われる。
近隣には名所として知られる日本堤があり、河村岷雪の『百富士』や歌川広重の『名所江戸百景』など多くの絵師が画題として取り上げているが、定番の場所から少し離れた場所を画題として選定している点に北斎らしさがあると評されている。